# Novovoroncovský rajón
Novovoroncovský rajón (ukrajinsky Нововоронцовський район) byl rajón v Chersonské oblasti na Ukrajině. Hlavním městem byla Novovoroncovka a rajón měl přibližně 20 tisíc obyvatel. 

## Sídla v rajónu
- Novovoroncovka